# Vyšší princip (film)
Vyšší princip je československý film režiséra Jiřího Krejčíka z roku 1960 natočený podle stejnojmenné povídky Jana Drdy.
Film vypráví příběh středoškolského profesora Málka (hraje František Smolík), který v době heydrichiády odmítne souhlasit s popravou nevinných studentů. V tomto filmu zazní z jeho úst legendární věta „Z hlediska vyššího principu mravního vražda na tyranu není zločinem.“
Film byl několik let zakázán v Západním Německu, kvůli údajnému antiněmectví.

## Děj
V roce 1942 byl v protektorátu Čechy a Morava proveden atentát na zastupujícího říšského protektora Reinharda Heydricha. V den jeho smrti má jedna z gymnaziálních tříd vystavené své maturitní tablo. Vzápětí je rozhlasem vyhlášen v protektorátu zákaz vycházení po 20. hodině a slíbena odměna 10 000 000 korun za odhalení jmen atentátníků.
Vlastimil Ryšánek (hraje Ivan Mistrík) je šikovný student, jenž je oblíben učiteli i v kolektivu spolužáků. Rozhodne se pomoci s němčinou jednomu spolužákovi, který má problémy s překladem novinového článku. Učitel (hraje Václav Lohniský) si všimne, že Ryšánek napovídá a okřikne jej. Vlastimil se hájí slovy: „Já prosím nenapovídám, já si jen nahlas opakuji, abych nezapomněl.“ Celá třída se baví. Během vyučování si dělají tři studenti legraci ze smrti Reinharda Heydricha.
Následující den, když píšou studenti maturitní písemky z latiny, vtrhnou do školy příslušníci gestapa v černých uniformách. Ředitel si přizve kolegu třídního učitele Málka, jenž má přezdívku Vyšší princip. Gestapo s sebou odvede tři chlapce, mezi nimi je i Vlastimil Ryšánek. Jeho milá spolužačka Jana Skálová (Jana Brejchová) prosí svého otce právníka (Otomar Krejča), aby šel na gestapo za spolužáky orodovat, neboť on se osobně zná s velitelem, otec však odmítne. Nakonec se úkolu zhostí třídní profesor Málek (František Smolík), odejde na služebnu gestapa požádat o milost pro své žáky. Velitel služebny gestapa Worlitzek , vídeňský Němec (Hannjo Hasse) profesorovy pohnutky do jisté míry chápe, sám se vyzná v antické literatuře. Slíbí, že se pokusí zjednat nápravu, protože když byl u skautů, měli každý den vykonat jeden dobrý skutek. Tím skutkem má být milost pro studenty. Na velitelství se zajímá, co studenti provedli. Když zjistí, oč šlo, chce případ studentů řešit až druhý den. Je však upozorněn, že případ je již „vyřešen“. Zvedá telefon (snad aby popravu studentu zastavil), ale po chvíli rozmýšlení sluchátko pokládá. Osud studentů je tím zpečetěn. Slíbený jeden „dobrý“ skutek splní alespoň tak, že zamítne vyplatit odměnu českému udavači.
Večer jsou rozhlasem oznámena jména zastřelených, mezi nimi i Vlastimilovo a jeho spolužáků. Ryšánkova matka (Marie Vášová) běží, pronásledována spolužačkou Vlastíka, Janou Skálovou, k velitelství gestapa, kde ji strážný odstrčí na zem, a když po něm hodí dlažební kostku, tak ji strážný zastřelí. Druhý den ráno dostane třídní profesor Málek za úkol odsoudit před svými studenty chování jejich popravených spolužáků. Jeho svědomí mu to však nedovolí a před celou třídou pronese:
„Z hlediska vyššího principu mravního vražda na tyranu není zločinem!“
Třída mlčky povstane.